# Стефан Јоксић
Стефан Јоксић (Чачак, 26. март 1992) српски је репрезентативац у каратеу и члан Карате клуба Борац.

## Спортска каријера
Стефан тренира карате од своје седме године у Борцу из Чачка код тренера Славољуба Пипера. Активно се такмичи од 2001. године, а од 2010. године је сениорски репрезентативац у категорији до 67 килограма. Актуелни је вицешампион Европе, двоструки узастопни првак Балкана и осмоструки национални шампион.

## Успеси
2014.
- Премијер лига, Салзбург — 67 кг (бронза)

2015.
- Балканско првенство, Србија — 67 кг (сребро)
- Премијер лига, Салзбург — 67 кг (бронза)

2016.
- Светски куп, Лашко — 67 кг (бронза)
- Балканско првенство, Истанбул — 67 кг (злато)
- Европско првенство, Монпеље — екипно (бронза)

2017.
- Балканско првенство, Србија — 67 кг (злато)

2018.
- Европско првенство, Нови Сад — 67 кг (сребро)
- Европско првенство, Нови Сад — екипно (бронза)

2011-2018.
- првак Србије — 67 кг

## Приватно
Апсолвент је факултета Техничких наука у Чачку, граду где живи и тренира. Навијач је Црвене звезде.